# Рьондьо
Рьондьо (на френски: Rendeux) е селище в Южна Белгия, окръг Марш ан Фамен на провинция Люксембург. Населението му е около 2300 души (2006).